# 经济信息联播
《经济信息联播》是中国中央电视台的一档财经新闻节目，1992年8月31日开播，1996年间停播，2002年7月30日复播。该节目现每天晚上20:30在中国中央电视台财经频道播出，每集大约60分钟。

## 播出时间
- 首播：中国中央电视台财经频道：每天20:30-21:30
- 重播：中国中央电视台财经频道：次日05:59-06:59

## 节目内容
- 突发的重大经济事件
- 宏观经济政策
- 资本市场动态
- 产业经济动态
- 地方经济新闻
- 重大经济成就及典型经济案例
- 科技与专利
- 供求信息
- 国际经济新闻

## 主持人
每期节目由一男一女两名主持负责播报。

### 现任
- 男：马洪涛、姚雪松、靳强、孟湛东、周运
- 女：章艳、谢颖颖、郭若天、廖海同

### 离任
- 芮成钢：于2014年7月被警方带走。
- 路一鸣
- 方英
- 史小诺
- 龙洋：调至CCTV1工作。